# Clausospicula
Clausospicula là một chi thực vật có hoa trong họ Hòa thảo (Poaceae).

## Loài
Chi Clausospicula gồm các loài: